# Cuenca de la quebrada Totoral y costeras hasta quebrada de Carrizal
Cuenca de la quebrada Totoral y costeras hasta quebrada de Carrizal es el nombre dado al ítem 036 del inventario de cuencas de Chile (BNA) que reúne las cuencas hidrográficas que drenan la zonas costeras nombradas en la Región de Atacama.
En el inventario de cuencas de Chile (DARH) se han reunido los ítems BNA 035, 036 y 037 en un solo ítem con el código DARH 0306 llamado "cuencas costeras entre río Copiapó y río Huasco". La cuenca BNA 035 se convierte en cuatro subcuencas con los códigos 030603, 030604, 030605 y 030606.
| [[File:Cuenca-034-035-036-037-B.svg\|700px\|alt={{{Alt\|Cuencas costeras entre el río Copiapó y la quebrada del Totoral, en su definición del inventario BNA.]] File:Cuenca-034-035-036-037-B.svgCuencas costeras entre el río Copiapó y la quebrada del Totoral, en su definición del inventario BNA. |

## Límites y relieve
El ítem reúne varias cuencas costeras exorreicas independientes que desembocan en el océano Pacífico, todas ellas de corto trayecto con excepción de la quebrada Totoral, la más septentrional de ellas y lejos la mayor de ellas por área de drenaje y longitud del trayecto.
Al norte limita con las cuencas costeras entre río Copiapó y quebrada Totoral, al este con la cuenca del río Copiapó, al sur con la cuenca del río Huasco y con las cuencas entre quebrada Carrizal y costeras hasta río Huasco. Sus extremos alcanzan las coordenadas 27°40′ S, 28°42′ S, 70°2′ O y 71°10′ O. Cubre un área de 5944 km² con un perímetro de 443 km y una altitud promedio de 1350 m s. n. m.: 5 
Hans Niemeyer considera las quebradas Carrizal y Totoral como una bifurcación de la quebrada Algarrobal. Sostiene: 224–225  que la quebrada Algarrobal tiene tres sectores bien diferenciados: 
1. El sector oriente, montañoso con una elevación variable de 600 a 3500 m s. n. m. y drenado por varias quebradas tributarias del sistema, y habitualmente secas;
2. El sector medio o central que cruza la depresión intermedia entre Vallenar y Copiapó. Tiene elevaciones variables de 250 a 630 m s. n. m. inclinándose tanto hacia el norte como hacia el sur. Por el norte la cuenca llega a las inmediaciones de Castilla y por el sur, hasta Chacritas, en el llano central.
3. El tercer sector es el que atraviesa la cordillera de la costa, la que aquí se presenta como una peniplanicie de una altura media de 700 m, con 40 a 50 km de ancho, y que es cortada en valles profundos por los dos cauces a los cuales da origen la quebrada Algarrobal. El más austral es la quebrada Carrizal y el más boreal es la quebrada Totoral. "Esta situación de bifurcación es muy curiosa y pocas veces se presenta en nuestros valles transversales." escribe Niemeyer, "En parte se debe a la interposición del bloque costero y a la depositación de grandes conos aluviales a la salida del sector andino, sobre la depresión intermedia."

Esta bifurcación se resuelve en el inventario de cuencas de Chile, mediante el registro separado de la quebrada Carrizal con el número 037 y el registro de la quebrada Totoral con el número 036. Esta última comprende el área mayor que suma el sector oriente o montañoso así como el sector medio o central de la quebrada Algarrobal.
La quebrada Algarrobal, que el registro de cuencas incluye en la Quebrada Totoral, nace en la ladera norte del cerro El Toro (2804 m) aunque tiene otras cabeceras (fuentes) más al oriente. Niemeyer nombra los cerros Placetón (3780 m), Vaca Seca (4450 m) y Veraguas y al occidente el faldeo oriente del cerro Grandón (2530 m).

## Población
El ítem se encuentra completamente ubicado en la Región de Atacama, entre la Provincias de Copiapó (51,6%) casi todo en la comuna de Copiapó y la Provincia de Huasco (38,4%), casi todo en la comuna de Vallenar. Los únicos poblados de importancia numérica son Totoral (Chile) con 41 habitantes y la Caleta Totoral con 11 habitantes. En las cuencas del ítem viven en total 196 personas.: 22 
Antiguamente pasaba el ferrocarril Longitudinal Norte y en la zona del ítem se encontraban las estaciones Algarrobal y Castilla que quedaron sin uso tras el cierre del servicio.

## Subdivisiones
La Dirección General de Aguas subdivide o reúne las cuencas de Chile acorde a las necesidades de estudio y gestión. Existen dos inventarios que han logrado ser aceptados como principales, el inventario de cuencas del Banco Nacional de Aguas (BNA) de 1978, de mayor uso, y el inventario de cuencas del Departamento de Administración de Recursos Hídricos (DARH) de 2014 de mejor cartografía que ha obligado a redefinir algunos límites, a veces con cambios mayores, pero también por algunas redefiniciones del concepto de subcuenca.
Bajo el BNA el código del ítem es 036 y con el DARH es 0306.
La subdivisión del BNA es como sigue:
| Cuenca                                                                  | Subcuenca | Subsubcuenca | Aguas                                                                        | Área drenaje | Observaciones |
| ----------------------------------------------------------------------- | --------- | ------------ | ---------------------------------------------------------------------------- | ------------ | ------------- |
| Cuencas entre Quebrada Totoral y costeras hasta Quebrada Carrizal (036) |           |              |                                                                              |              |               |
| 036                                                                     | 0360      | 03600        | Quebrada Totoral en Junta Quebrada Boquerones                                | 2200         |               |
| 036                                                                     | 0360      | 03601        | Quebrada Las Cuñas                                                           | 1111         |               |
| 036                                                                     | 0360      | 03602        | Quebrada Algarrobal Hasta Junta Quebrada Las Cuñas                           | 1027         |               |
| 036                                                                     | 0360      | 03603        | Quebrada Boquerones (Algarrobal) Entre Quebrada Las Cuñas y Quebrada Totoral | 762          |               |
| 036                                                                     | 0360      | 03604        | Quebrada Totoral Entre Quebrada Boquerones y Desembocadura                   | 586          |               |
| 036                                                                     | 0361      | 03610        | Costeras Entre Quebradas Totoral y Carrizal                                  | 258          |               |
| total:                                                                  | 2         | 6            | Región: III (100%) / Tipo: Exorreica / Desemb.: O. Pacífico                  | 5944 km²     |               |

La disposición de cuencas en el inventario DARH es la siguiente:
| Código      | Nombre                                                                       | Código en mapa                                  | Tipología de cuenca                             | Vertiente de cuenca                             | Origen de cuenca                                | Temperatura media anual (C°)                    | Temperatura máxima (C°)                         | Temperatura mínima (C°)                         | Precipitación anual (mm)                        | Número de estaciones fluviométricas             | Número de estaciones pluviométricas             | Área (km²)                                      |
| ----------- | ---------------------------------------------------------------------------- | ----------------------------------------------- | ----------------------------------------------- | ----------------------------------------------- | ----------------------------------------------- | ----------------------------------------------- | ----------------------------------------------- | ----------------------------------------------- | ----------------------------------------------- | ----------------------------------------------- | ----------------------------------------------- | ----------------------------------------------- |
| 0306        | Cuencas Costeras entre Río Copiapó y Río Huasco                              | Cuencas Costeras entre Río Copiapó y Río Huasco | Cuencas Costeras entre Río Copiapó y Río Huasco | Cuencas Costeras entre Río Copiapó y Río Huasco | Cuencas Costeras entre Río Copiapó y Río Huasco | Cuencas Costeras entre Río Copiapó y Río Huasco | Cuencas Costeras entre Río Copiapó y Río Huasco | Cuencas Costeras entre Río Copiapó y Río Huasco | Cuencas Costeras entre Río Copiapó y Río Huasco | Cuencas Costeras entre Río Copiapó y Río Huasco | Cuencas Costeras entre Río Copiapó y Río Huasco | Cuencas Costeras entre Río Copiapó y Río Huasco |
| 030600      | Costeras entre Río Copiapó y Quebrada Seca                                   | 0                                               | Exorreica                                       | Pacífico                                        | Pluvial                                         | 16.2                                            | 24.4                                            | 8.6                                             | 33.1                                            | 0                                               | 0                                               | 114.2                                           |
| 030601      | Quebrada Seca                                                                | 0                                               | Exorreica                                       | Pacífico                                        | Pluvial                                         | 15.2                                            | 24.3                                            | 6.7                                             | 29.9                                            | 0                                               | 0                                               | 1006.9                                          |
| 030602      | Costeras entre Quebrada Seca y Quebrada Totoral                              | 0                                               | Exorreica                                       | Pacífico                                        | Pluvial                                         | 16.1                                            | 25.1                                            | 7.7                                             | 31.0                                            | 0                                               | 0                                               | 1071.2                                          |
| 030603      | Quebrada Totoral                                                             | 0                                               | Exorreica                                       | Pacífico                                        | Pluvial                                         | 14.9                                            | 24.4                                            | 5.9                                             | 32.8                                            | 0                                               | 1                                               | 1582.6                                          |
| 03060300    | Quebrada Cachiyuyo                                                           | 52                                              | Exorreica                                       | Pacífico                                        | Pluvial                                         | 11.8                                            | 21.6                                            | 2.2                                             | 34.2                                            | 0                                               | 0                                               | 1152.3                                          |
| 03060301    | Quebrada Boquerones (Algarrobal) entre Quebrada Las Cuñas y Quebrada Totoral | 53                                              | Exorreica                                       | Pacífico                                        | Pluvial                                         | 13.9                                            | 24.0                                            | 4.4                                             | 37.0                                            | 0                                               | 0                                               | 866.0                                           |
| 0306030100  | Quebrada Las Cunas                                                           | 54                                              | Exorreica                                       | Pacífico                                        | Pluvial                                         | 9.8                                             | 19.7                                            | 0.2                                             | 38.4                                            | 0                                               | 0                                               | 279.1                                           |
| 03060301000 | Quebrada Pozo seco                                                           | 55                                              | Exorreica                                       | Pacífico                                        | Pluvial                                         | 7.3                                             | 16.9                                            | -1.8                                            | 43.8                                            | 0                                               | 0                                               | 365.7                                           |
| 03060301001 | Quebrada Vaca Seca                                                           | 56                                              | Exorreica                                       | Pacífico                                        | Pluvial                                         | 6.3                                             | 15.9                                            | -2.9                                            | 50.8                                            | 0                                               | 0                                               | 464.0                                           |
| 0306030101  | Quebrada Algarrobal hasta junta Quebrada Las Cunas                           | 57                                              | Exorreica                                       | Pacífico                                        | Pluvial                                         | 7.5                                             | 17.4                                            | -1.9                                            | 50.6                                            | 0                                               | 0                                               | 581.7                                           |
| 03060301010 | Quebrada sin nombre hacia Quebrada Algarrobal                                | 58                                              | Exorreica                                       | Pacífico                                        | Pluvial                                         | 6.4                                             | 16.2                                            | -2.9                                            | 49.2                                            | 0                                               | 0                                               | 126.7                                           |
| 03060301011 | Quebrada El Molle                                                            | 59                                              | Exorreica                                       | Pacífico                                        | Pluvial                                         | 6.9                                             | 16.8                                            | -2.5                                            | 46.6                                            | 0                                               | 0                                               | 306.1                                           |
| 030604      | Costeras entre Quebradas Totoral y Carrizal                                  | 0                                               | Exorreica                                       | Pacífico                                        | Pluvial                                         | 15.8                                            | 25.0                                            | 7.6                                             | 36.8                                            | 0                                               | 0                                               | 267.9                                           |
| 030605      | Quebrada Carrizal                                                            | 0                                               | Exorreica                                       | Pacífico                                        | Pluvial                                         | 15.9                                            | 25.7                                            | 7.1                                             | 39.5                                            | 0                                               | 1                                               | 1322.5                                          |
| 03060500    | Quebrada Chacritas                                                           | 60                                              | Exorreica                                       | Pacífico                                        | Pluvial                                         | 14.0                                            | 24.3                                            | 4.4                                             | 43.2                                            | 0                                               | 0                                               | 638.1                                           |
| 030606      | Quebrada de Carrizalillo                                                     | 0                                               | Exorreica                                       | Pacífico                                        | Pluvial                                         | 15.5                                            | 25.4                                            | 6.6                                             | 44.4                                            | 0                                               | 0                                               | 455.6                                           |

## Hidrología

Diagrama unifilar de las cuencas entre río Copiapó y río Huasco o ítems 035, 036 y 037 del inventario BNA de cuencas de Chile.

### Red hidrográfica
Los cuerpos de agua considerados en esta categoría son:

### Caudales y régimen
Las cuencas del ítem son de bajo escurrimiento superficial: 1  y de carácter efímero. Solo con lluvias intensas en la zona de drenaje logran llevar agua hasta el mar.: 5 

### Humedales
En la cuenca de la quebrada Totoral existen tres sistemas de humedales, el humedal costero Totoral (con 20 cuerpos y 368 hectáreas), el humedal Totoral (con 1 cuerpo y 301 ha.),  y un conjunto de cuerpos de agua superficiales continentales que califican como humedales (con 80 cuerpos y 147 ha).: 49  Estos últimos están distribuidos en la cuenca superior de la quebrada Algarrobal.

### Glaciares
El inventario público de glaciares de Chile 2022 no consigna glaciares en la zona.

### Desaladoras
No se tiene conocimiento de la existencia de plantas desaladoras para el agua de mar en la zona del ítem.: 80  Sin embargo, si existe una planta purificadora en Totoral que consiste en una planta de osmosis inversa, con una capacidad máxima de tratamiento de 1,2 l/s. El agua se capta desde un pozo de 40 m de profundidad con un caudal máximo de 1,6 l/s.: 60 

## Clima

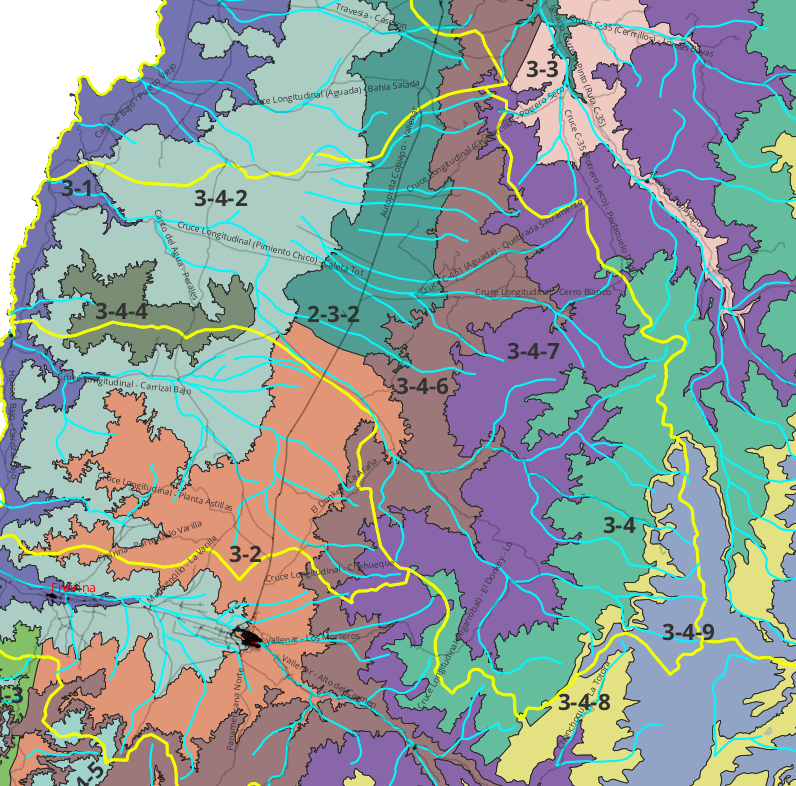
Distritos agroclimáticos en la quebrada Totoral y las costeras hasta quebrada de Carrizal.

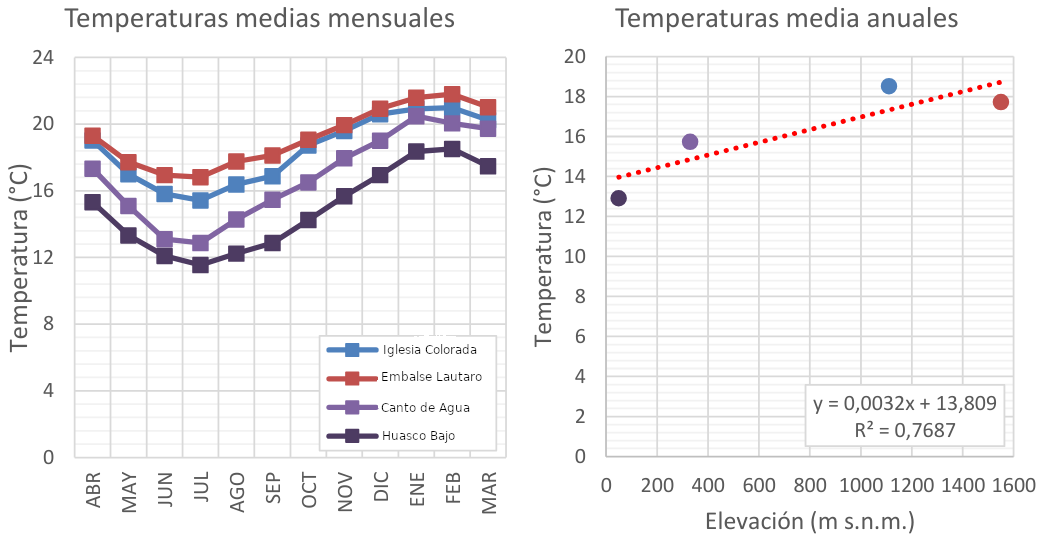
No hay estaciones meteorológicas en el ítem 036. Temperaturas mensuales promedio y temperaturas anuales promedio en función de la altitud, en las estaciones meteorológicas muy cercanas al ítem, de Huasco Bajo, Canto del Agua (ambas al suroeste y fuera del ítem) y Embalse Lautaro e Iglesia Colorada (ambas al este y fuera del ítem).

El Atlas agroclimático de Chile distingue 10 distritos climáticos en la cuenca:
- 3-1 Desierto con influencia marina y régimen de humedad xérico (BWnXe). La temperatura oscila entre un máximo de enero de 23,6 °C (máx de 26 °C y mín de 21,7 °C dentro del distrito) y un mínimo de julio de 8,3 °C (máx de 8,9 °C y mín de 6,2 °C dentro del distrito). En todo el año no tiene heladas. El periodo de temperaturas favorables a la actividad vegetativa dura 12 meses. Registra anualmente 1.887 días grado y 47 horas de frío acumuladas hasta el 31 de julio. La precipitación media anual es de 28 mm y un periodo seco de 12 meses, con un déficit hídrico de 1.374 mm/año. El período húmedo dura 0 meses durante los cuales se produce un excedente hídrico de 0 mm.
- 3-4-2 Desierto con influencia marina y régimen de humedad Xérico (BWnXe). La temperatura oscila entre un máximo de enero de 26,3 °C (máx de 28,7 °C y mín de 23,4 °C dentro del distrito) y un mínimo de julio de 7,4 °C (máx de 9,5 °C y mín de 4,5 °C dentro del distrito). Tiene un promedio de 345 días consecutivos libres de heladas. En el año se registra un promedio de 0 heladas. El periodo de temperaturas favorables a la actividad vegetativa dura 12 meses. Registra anualmente 2.065 días grado y 91 horas de frío acumuladas hasta el 31 de julio. La precipitación media anual es de 66 mm y un periodo seco de 12 meses, con un déficit hídrico de 1.382 mm/año. El período húmedo dura 0 meses durante los cuales se produce un excedente hídrico de 0 mm.
- 3-4-4 Desierto con influencia marina y régimen de humedad xérico (BWnXe). La temperatura oscila entre un máximo de enero de 27,8 °C (máx de 28,8 °C y mín de 27,1 °C dentro del distrito) y un mínimo de julio de 8 °C (máx de 8,8 °C y mín de 6,2 °C dentro del distrito). En todo el año no tiene heladas. El periodo de temperaturas favorables a la actividad vegetativa dura 12 meses. Registra anualmente 2.333 días grado y 53 horas de frío acumuladas hasta el 31 de julio. La precipitación media anual es de 37 mm y un periodo seco de 12 meses, con un déficit hídrico de 1.482 mm/año. El período húmedo dura 0 meses durante los cuales se produce un excedente hídrico de 0 mm.
- 2-3-2 Desierto con influencia marina y régimen de humedad xérico (BWnXe). La temperatura oscila entre un máximo de enero de 28,2 °C y un mínimo de julio de 7,3 °C. Tiene un promedio de 345 días consecutivos libres de heladas. En el año se registra un promedio de 0 heladas. El período de temperaturas favorables a la actividad vegetativa dura 12 meses. Registra anualmente 2.417 días grado y 80 horas de frío acumuladas hasta el 31 de julio. La precipitación media anual es de 6 mm y un período seco de 12 meses, con un déficit hídrico de 1.757 mm/año. El período húmedo dura 0 meses durante los cuales se produce un excedente hídrico de 0 mm.
- 3-2 Desierto con influencia marina y régimen de humedad Xérico (BWnXe). La temperatura oscila entre un máximo de enero de 28,5 °C (máx de 30,7 °C y mín de 26,7 °C dentro del distrito) y un mínimo de julio de 6,3 °C (máx de 8,8 °C y mín de 6 °C dentro del distrito). Tiene un promedio de 339 días consecutivos libres de heladas. En el año se registra un promedio de 2 heladas. El periodo de temperaturas favorables a la actividad vegetativa dura 12 meses. Registra anualmente 2.195 días grado y 168 horas de frío acumuladas hasta el 31 de julio. La precipitación media anual es de 37 mm y un periodo seco de 12 meses, con un déficit hídrico de 1.650 mm/año. El período húmedo dura 0 meses durante los cuales se produce un excedente hídrico de 0 mm.
- 3-4-6 Desierto interior y régimen de humedad xérico (BWXe). La temperatura oscila entre un máximo de enero de 29,4 °C (máx de 32 °C y mín de 26 °C dentro del distrito) y un mínimo de julio de 5,4 °C (máx de 7,7 °C y mín de 3,8 °C dentro del distrito). Tiene un promedio de 282 días consecutivos libres de heladas. En el año se registra un promedio de 4 heladas. El periodo de temperaturas favorables a la actividad vegetativa dura 12 meses. Registra anualmente 2.233 días grado y 245 horas de frío acumuladas hasta el 31 de julio. La precipitación media anual es de 41 mm y un periodo seco de 12 meses, con un déficit hídrico de 1.787 mm/año. El período húmedo dura 0 meses durante los cuales se produce un excedente hídrico de 0 mm.
- 3-4-7 Desierto interior y régimen de humedad xérico (BWXe). La temperatura oscila entre un máximo de enero de 27,6 °C (máx de 31,9 °C y mín de 24 °C dentro del distrito) y un mínimo de julio de 3,6 °C (máx de 6,1 °C y mín de 1,1 °C dentro del distrito). Tiene un promedio de 204 días consecutivos libres de heladas. En el año se registra un promedio de 20 heladas. El periodo de temperaturas favorables a la actividad vegetativa dura 12 meses. Registra anualmente 1.790 días grado y 598 horas de frío acumuladas hasta el 31 de julio. La precipitación media anual es de 41 mm y un periodo seco de 12 meses, con un déficit hídrico de 1.979 mm/año. El período húmedo dura 0 meses durante los cuales se produce un excedente hídrico de 0 mm.
- 3-4 Desierto de altura y régimen de humedad Xérico (BWHXe). La temperatura oscila entre un máximo de enero de 19,4 °C (máx de 26,6 °C y mín de 13 °C dentro del distrito) y un mínimo de julio de -0,2 °C (máx de 2,2 °C y mín de -5 °C dentro del distrito). Tiene un promedio de 56 días consecutivos libres de heladas. En el año se registra un promedio de 114 heladas. El periodo de temperaturas favorables a la actividad vegetativa dura 5 meses. Registra anualmente 620 días grado y 1.436 horas de frío acumuladas hasta el 31 de julio. La precipitación media anual es de 68 mm y un periodo seco de 12 meses, con un déficit hídrico de 1.876 mm/año. El período húmedo dura 0 meses durante los cuales se produce un excedente hídrico de 0 mm.
- 3-4-8 Estepa de altura fría con régimen de humedad xérico (BSkXe). La temperatura oscila entre un máximo de enero de 13,2 °C (máx de 21,1 °C y mín de 7,5 °C dentro del distrito) y un mínimo de julio de -4 °C (máx de 2,2 °C y mín de -9,5 °C dentro del distrito). Tiene un promedio de 0 días consecutivos libres de heladas. En el año se registra un promedio de 272 heladas. El periodo de temperaturas favorables a la actividad vegetativa dura 0 meses. Registra anualmente 145 días grado y 2.001 horas de frío acumuladas hasta el 31 de julio. La precipitación media anual es de 99 mm y un periodo seco de 12 meses, con un déficit hídrico de 1.603 mm/año. El período húmedo dura 0 meses durante los cuales se produce un excedente hídrico de 0 mm.
- 3-4-9 Estepa de altura fría con régimen de humedad híper árido (BSkHa). La temperatura oscila entre un máximo de enero de 7,7 °C (máx de 13,7 °C y mín de 3,3 °C dentro del distrito) y un mínimo de julio de -9,1 °C (máx de -3,5 °C y mín de -13,6 °C dentro del distrito). Tiene un promedio de 0 días consecutivos libres de heladas. En el año se registra un promedio de 365 heladas. El periodo de temperaturas favorables a la actividad vegetativa dura 0 meses. Registra anualmente 8 días grado y 1.800 horas de frío acumuladas hasta el 31 de julio. La precipitación media anual es de 151 mm y un periodo seco de 11 meses, con un déficit hídrico de 1.325 mm/año. El período húmedo dura 0 meses durante los cuales se produce un excedente hídrico de 0 mm.

## Actividades económicas
En el ítem 036 se explotan 97 faenas mineras, 77 de cobre, 1 de plata, 12 de oro, 2 de molibdeno, 4 de hierro y una de carbonato de calcio. Esto significa también los respectivos derechos de aprovechamiento de agua.: 24 
Los datos sobre cultivos agrícolas son escasos, pero se sabe que Totoral posee 13,9 ha de superficie de riego, otros distritos como Cerro Blanco, Punta Díaz y Las Cuñas que no sobrepasan las 5,5 ha de riego, mientras la Hacienda Castilla, emblemático punto en el área de estudio, cuenta con una superficie de riego de 37,8 ha.: 25 
Existen potenciales atractivos turísticos como el parque nacional Llanos de Challe, el humedal costero de Totoral y el recurrente Desierto Florido, que tienen un incipiente desarrollo desde el poblado de Totoral.: 25 

## Áreas bajo protección oficial y conservación de la biodiversidad
La página Sistema de información y monitoreo de biodiversidad del Ministerio del Medio Ambiente de Chile registra las siguientes áreas protegidas:
- Parque nacional Llanos de Challe
- Humedal costero de Totoral